# Ull de falcó
|  | Aquest article tracta sobre mineral. Vegeu-ne altres significats a «Ull de Falcó». |

L'ull de falcó és un mineral de colors blavosos. És una pedra semipreciosa de la família del quars. Té dos "cosins germans": l'ull de gat i l'ull de tigre.
El color blau li ve donat degut a la presència de Fe2+, en l'ull de tigre aquest es troba oxidat en Fe3+ donant-li un color més groguenc i marró.
S'usa en joieria i en diversos objectes artístics.

## Curiositats
En altre temps, l'ull de tigre i altres ulls (de bou, de falcó) eren les pedres favorites dels lladres, que els donaven el poder d'assegurar el triomf en el joc, etc. A l'orient se li atorgava la virtut de salvar el guerrer ferit, fent-lo passar per mort davant els enemics.